# Novo življenje (Kostanjevec)
Novo življenje je povest Josipa Kostanjevca iz leta 1914.

## Vsebina
Na griču je ležala vas Griblje, kjer so vaščani gradili šolo. Sredi vasi je stala hiša Antona Damjana, zemljo okrog hiše je obdeloval sin Jakob. V času gradnje šole je Antona nenadoma zadela kap in je umrl. Kmalu je Jakobu umrla tudi mati in tako je ostal sam. Ko se je nekoliko potolažil, je začel gospodariti. Nekega dne je prišel k njemu Lokvar s papirji, ki so dokazovali, da se je njegov oče pri njem zadolžil, in je zahteval denar nazaj. Jakob se je razjezil in ga napodil. Čez poletje se je Jakob iz pridnega, delavnega človeka spremenil v navadnega lenuha in postopača, zato je bilo posestvo zanemarjeno. K njemu je prišel Jekovec in ga skušal spodbuditi za delo. V jeseni je bila šola dozidana, župnik je blagoslovil poslopje in dobili so novega učitelja Ivana Tratarja. Učitelj je spoznal vse vaščane in spoznal je tudi starega Jekovca, čigar rek je bil »Človek se mora učiti, dokler živi!«. Jekovec je učitelja opozoril na Jakoba Damjana in njegove razmere. Jakob je medtem spet začel z delom, učitelj pa ga je vprašal, kako je z Lokvarjem. Jakob mu je povedal, da bo posestvo v 14 dneh prodano. Učitelj mu je obljubil pomoč, saj mu je bil Jakob všeč, in od takrat naprej se je učitelj pogosteje družil z njim. Čez nekaj časa so Gribljani ustanovili okrajno posojilnico, ki je bila v šolskem poslopju, njen predsednik je bil Jekovec, tajnik pa učitelj Tratar, ki sta priskrbela Jakobu posojilo, da je lahko plačal Lokvarju dolg in vse stroške. Na dan dražbe je na sodišču v Dolu  Lokvar izvedel, kaj se je zgodilo. Bil je zelo pretresen in je od šoka zbolel ter umrl. Učitelj je ob nedeljskih popoldnevih v šolski zgradbi pripovedoval vaščanom o novostih v kmetijski mehanizaciji. Naslednjo pomlad se je Jakob poročil.

## Vir
Josip Kostanjevec. Novo življenje. Povest. Slovenske večernice za pouk in kratek čas. 68. zvezek. Celovec: Družba svetega Mohorja, 1914. 1–34.